# Lutz Heyder
Lutz Heyder (* 15. September 1950 in Hirschfeld; † 2000 in Cartama) war ein deutscher Maler und Grafiker.

## Leben und Werk
Heyder war der Sohn eines Malers. Auch sein Bruder wurde Maler. Heyder machte das Abitur mit Facharbeiterabschluss. Schon in der Schulzeit nahm er mit Erfolg an Ausstellungen des „bildnerischen Volksschaffens“ teil, so 1969 mit der Federzeichnung Verdiente Ruhepause. Von 1969 bis 1971 leistete er Wehrdienst bei der NVA. Von 1971 bis 1976 studierte er bei Hans Mroczinski und Gerhard Kettner an der Hochschule für Bildende Künste Dresden. Danach lebte er als freischaffender Künstler in Wernigerode und Gera, dann in Blankenburg.
Anfangs war Heyder vor allem Zeichner, ehe er sich der Malerei zuwandte. Bilder Heyders wurden u. a. für öffentliche Einrichtungen wie Schulen, Krankenhäuser, Ferienheime und Klubs erworben. 1984 erhielt Heyder den Kunstpreis des FDGB.
Nach der deutschen Wiedervereinigung zog er 1990 nach Heidelberg und 1999 mit seiner Lebensgefährtin nach Spanien. Dort setzte er seinem Leben im darauffolgenden Jahr selbst ein Ende.

## Mitgliedschaften
- 1976 bis 1990 Verband Bildender Künstler der DDR
- ab 1990 Bundesverband Bildender Künstler BBK Heidelberg und Mannheim

## Darstellung Heyders in der bildenden Kunst
- Wolfgang Dreysse (* 1947): Lutz Heyder (Porträtstudie, Polyester und Steinguss, 1986)[2]

## Rezeption
„Heyder war von seiner Ausbildung her ein Vertreter der klassischen Tafelmalerei der Dresdner Hochschule. Sein großes Thema war der Mensch, wobei Einflüsse von Karl Hofer, Max Beckmann und auch von Edvard Munch erkennbar sind. Im Wesentlichen schuf er eher großformatige Bilder in Mischtechnik, zu Öl kommt häufig Acryl und Tempera. Masken, Clownsgestalten, Harlekins und Narren findet der Betrachter in vielen seiner Bilder, Lebenslust wie Trauer wird thematisiert, Darstellungen expressiver menschlicher Begegnungen berühren den Betrachter tief.“
Heyder hat eine „Vorliebe für schmale Hochformate in denen ein Klang von Violett und Blau dominiert und eine Liebe zu Max Beckmann zu spüren ist.“

## Werke (Auswahl)
- Junger Arzt (Mischtechnik auf Hartfaser, 72 × 52 cm, 1976; auf der VIII. Deutsche Kunstausstellung)[5]
- Porträt Kampin (Mischtechnik auf Hartfaser, 80 × 60 cm, 1976)[6]
- Junger Bauarbeiter (Öl auf Hartfaser, 200 × 110 cm, 1979; Kunstarchiv Beeskow)[7]
- Mutter und Kind (Öl auf Leinwand, 129 × 64 cm, um 1979)[8]
- Soldaten beim Haareschneiden (Öl, 1979)[9]
- Harzer Werke, Formanlage I (Mischtechnik auf Leinwand, 1980/81)[10]
- Erbaneignung/Traum (Öl auf Hartfaser, 200 × 90 cm, 1983; vermutlich Auftragswerk des Rates des Bezirks Erfurt; Kunstsammlung des Landes Sachsen-Anhalt)[4]
- Auf dem Rollstuhl (Öl auf Hartfaser, 160 × 120 cm, 1985)[11]
- Porträt Helene (Öl, Mischtechnik, 80 × 50 cm, 1985)[12]
- Mädchenakt (Öl, 120 × 80 cm, 1986)[13]
- An der Teufelsmauer (Öl, Mischtechnik, 122 × 245, 1986)[14]
- Ursula (Öl auf Hartfaser, 98 × 70 cm, 1986)[15]
- Mädchen mit langem Haar (Öl auf Hartfaser, 80 × 50 cm, 1986)[16]
- Kleines Narrenschiff (Öl auf Leinwand, 120 × 70 cm, 1987)[17]

## Ausstellungen (unvollständig)

### Postume Einzelausstellung
- 2015: Heidelberg, Forum für Kunst („Lutz Heyder – Alles, was ich mache, ist Tagebuch“)[18]

### Ausstellungsbeteiligungen
- 1968: Halle/Saale, Staatliche Galerie Moritzburg („Sieger der Geschichte“)
- 1977 bis 1988: Dresden, VIII. bis X. Kunstausstellung der DDR
- 1979: Berlin, Altes Museum („Jugend in der Kunst“)
- 1979 und 1984: Magdeburg, Bezirkskunstausstellungen
- 1979: Nürnberg, Kunsthalle, I. Internationale Jugendtriennale der Handzeichnung
- 1980: Frankfurt/Oder, Sport- und Ausstellungszentrum („Junge Künstler der DDR “)
- 1981: Magdeburg, Kulturhistorisches Museum („Maler stellen aus“)
- 1981: Dresden, Ausstellungszentrum am Fučík-Platz („25 Jahre NVA“)
- 1983: Leipzig, Messehaus am Markt („Kunst und Sport“)
- 1984: Berlin, Altes Museum („Junge Künstler der DDR“)
- 1984: Sofia („Selbstbildnisse von Künstlern der DDR“)
- 1986: Magdeburg, Kloster Unser Lieben Frauen („Grafik in den Kämpfen unserer Tage“)
- 1986/1987: Suhl („Das sicher sei, was uns lieb ist“. Ausstellung zum 40. Jahrestag der Gründung der Grenztruppen der DDR)
- 1987: Magdeburg, Kloster Unser Lieben Frauen („Handzeichnung und Plastik“)
- 1989: Berlin, Akademie-Galerie im Marstall („Bauleute und ihre Werke. Widerspiegelungen in der bildenden Kunst der DDR“)
- 1989: Leipzig, Museum der bildenden Künste („1. Quadriennale. Zeichnungen der DDR“)

#### Postum
- 2012/2013: Erfurt, Angermuseum („Tischgespräch mit Luther. Christliche Bilder in einer atheistischen Welt“)
- 2019/2020: Dresden, Galerie Holger John („SAG MIR WO DU STEHST. 30 Jahre Mauerfall | Kunst aus Ost & West“)